# Nan Laird
Nan McKenzie Laird (18 de septiembre de 1943) es una matemática y estadística estadounidense. Profesora de salud pública Harvey V. Fineberg , emérita en bioestadística en la Escuela de Salud Pública TH Chan de Harvard. Es la primera mujer en ganar el premio internacional de estadística al proporcionar las herramientas estadísticas para el análisis de datos longitudinales que permiten dar respuesta a preguntas en aplicaciones a la salud, la medicina o la psicología.

## Biografía
Laird comenzó sus estudios en la Universidad de Rice en 1961 antes de obtener una licenciatura de la Universidad de Georgia en 1969. Se doctoró en 1975 en la Universidad de Harvard, en el departamento de Estadística, con Arthur Dempster, con una tesis sobre modelos mixtos para datos categóricos. Permaneció en Harvard hasta su jubilación en 2019, cuando se convirtió en profesora emérita.
Ha trabajado como estadista en la Escuela de Salud Pública T.H. Chan de la Universidad de Harvard, donde llegó a ser catedrática en 1986.
Trabajó además como Presidenta del Departamento de 1990 a 1999 creando el Centro de Bioestadística para la investigación del Sida, y también fomentó la investigación en genética estadística a través de colaboraciones interdisciplinares contribuyendo al desarrollo del Proyecto Genoma Humano. También fue profesora de bioestadística Henry Pickering Walcott de 1991 a 1999.
Es miembro de la Asociación Estadounidense de Estadística, así como del Instituto de Estadísticas Matemáticas y miembro del Instituto Internacional de Estadística.

## Carrera e investigación
Laird ha publicado tres libros muy relevantes a lo largo de su carrera y es conocida por sus muchos artículos fundamentales en aplicaciones y métodos de bioestadística, incluido el algoritmo esperanza-maximización.

### Publicaciones Seleccionadas
- DerSimonian, R.; Laird, N. (1986), «Meta-analysis in clinical trials», Controlled Clinical Trials 7 (3): 177-188, PMID 3802833, doi:10.1016/0197-2456(86)90046-2.
- Laird NM y Ware, JH . (1982) "Modelos de efectos aleatorios para datos longitudinales: una descripción general de los resultados recientes". Biometría ; 38: 963-974 .
- Dempster, A. P.; Laird, N.; Rubin, D. B. (1977), «Maximum likelihood from incomplete data via the EM algorithm», Journal of the Royal Statistical Society, Series B 39 (1): 1-38.

## Premios y reconocimientos
- En 2021 el tercer Premio Internacional de Estadística.[7]
- En 2016 la 25ª Conferencia Anual de Estadística Distinguida de la Universidad de Connecticut, la Asociación Estadounidense de Estadística y Pfizer.
- En 2015 premio Marvin Zelen.
- En 2011 fue la 25ª conferenciante  Lowell Reed, de la Asociación Estadounidense de Salud Pública.
- En 2011 el premio Samuel S. Wilks Memorial Award, de la Asociación Estadounidense de Estadística.
- En 2004 el premio Myra Samuels Lecturer de la Universidad de Purdue.
- En 2003  el premio Janet L.Norwood de la Universidad de Alabama.
- En 2001 el Premio Florence Nightingale David del Comité de Presidentes de Sociedades de Estadística y varias otras becas.